# 2,6-ジ-tert-ブチルピリジン
2,6-ジ-tert-ブチルピリジンは、化学式 (Me3C)2C5H3N で表される有機化合物である。無色の油状の液体で、ピリジンの2つの水素をtert-ブチル基で置換することにより得られる。"Hinderd base" (立体障害された塩基) である。たとえば、プロトン化することはできるが、三フッ化ホウ素との付加物は形成されない。

## 調製
2,6-ジ-tert-ブチルピリジンは、ピリジンとtert-ブチルリチウムの反応で調製される。この反応はチチバビン反応を想起させる。2,4,6-トリ-tert-ブチルピリジンと2,6-ジ-tert-ブチル-4-メチルピリジンを含む、いくつかの関連するかさ高いピリジン化合物が記載されている。